# El món en flames
El món en flames (títol original en anglès, World on Fire) és una sèrie de televisió britànica de drama bèl·lic creada per Peter Bowker. Ambientada a la Segona Guerra Mundial, la sèrie segueix les vides entrellaçades de civils comuns d'arreu d'Europa que es veuen atrapats en la Segona Guerra Mundial. S'ha doblat al valencià per a À Punt, que la va estrenar el 24 de març de 2024.
El 12 de febrer de 2024, es va anunciar que El món en flames havia estat cancel·lada per la BBC.

## Capítols

### Visió general
| Temporada | Temporada | Episodis | Episodis | Dates d’emissió        | Dates d’emissió        |
| Temporada | Temporada | Episodis | Episodis | Primera emissió        | Última emissió         |
| --------- | --------- | -------- | -------- | ---------------------- | ---------------------- |
|           | 1         | 7        | 7        | 29 de setembre de 2019 | 10 de novembre de 2019 |
|           | 2         | 6        | 6        | 16 de juliol de 2023   | 20 d'agost de 2023     |

### Temporada 1 (2019)
| Núm. total | Núm. de la temporada | Títol     | Direcció      | Guió         | Data d'emissió original | Data d'emissió a À Punt |
| ---------- | -------------------- | --------- | ------------- | ------------ | ----------------------- | ----------------------- |
| 1          | 1                    | Capítol 1 | Adam Smith    | Peter Bowker | 29 de setembre de 2019  | 24 de març de 2024      |
| 2          | 2                    | Capítol 2 | Adam Smith    | Peter Bowker | 6 d'octubre de 2019     | 24 de març de 2024      |
| 3          | 3                    | Capítol 3 | Thomas Napper | Peter Bowker | 13 d'octubre de 2019    | 31 de març de 2024      |
| 4          | 4                    | Capítol 4 | Andy Wilson   | Peter Bowker | 20 d'octubre de 2019    | 31 de març de 2024      |
| 5          | 5                    | Capítol 5 | Chanya Button | Peter Bowker | 27 d'octubre de 2019    | 7 d'abril de 2024       |
| 6          | 6                    | Capítol 6 | Chanya Button | Peter Bowker | 3 de novembre de 2019   | 7 d'abril de 2024       |
| 7          | 7                    | Capítol 7 | Andy Wilson   | Peter Bowker | 10 de novembre de 2019  | 14 d'abril de 2024      |

### Temporada 2 (2023)
| Núm. total | Núm. de la temporada | Títol     | Direcció        | Guió            | Data d'emissió original |
| ---------- | -------------------- | --------- | --------------- | --------------- | ----------------------- |
| 8          | 1                    | Capítol 1 | Drew Casson     | Peter Bowker    | 16 de juliol de 2023    |
| 9          | 2                    | Capítol 2 | Barney Cokeliss | Peter Bowker    | 23 de juliol de 2023    |
| 10         | 3                    | Capítol 3 | Meenu Gaur      | Matt Jones      | 30 de juliol de 2023    |
| 11         | 4                    | Capítol 4 | Drew Casson     | Rachel Bennette | 6 d'agost de 2023       |
| 12         | 5                    | Capítol 5 | Meenu Gaur      | Rachel Bennette | 13 d'agost de 2023      |
| 13         | 6                    | Capítol 6 | Barney Cokeliss | Peter Bowker    | 20 d'agost de 2023      |